# アポロンとダプニス

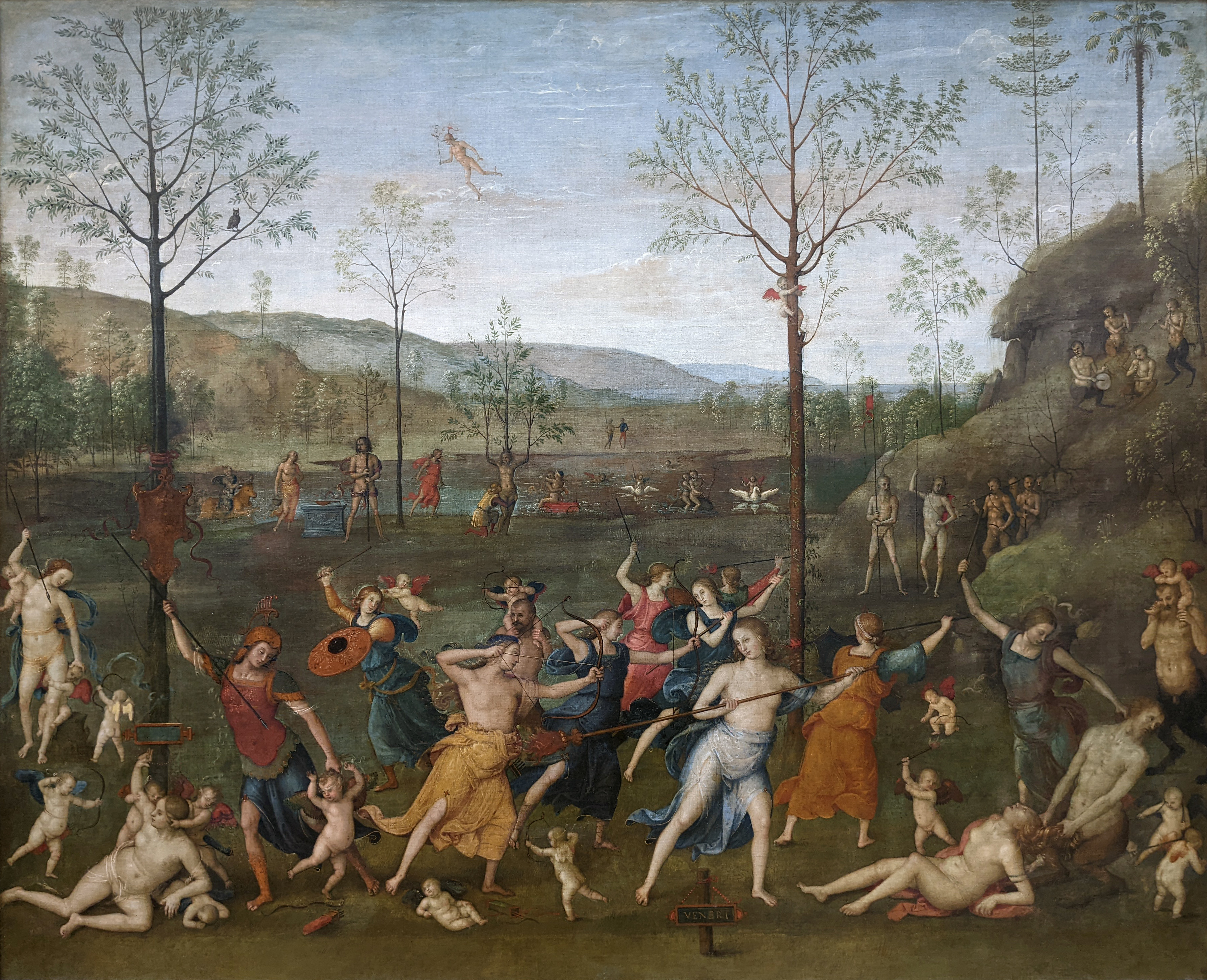
ペルジーノの絵画『愛欲と純潔の戦い』。1503年。ルーヴル美術館所蔵。

『アポロンとダプニス』（伊: Apollo e Dafni, 仏: Apollon et le berger Daphni, 英: Apollo and Daphnis）あるいは『アポロンとマルシュアス』（伊: Apollo e Marsia, 英: Apollo and Marsyas）は、盛期ルネサンスのイタリアの巨匠ピエトロ・ペルジーノが1475年から1500年の間に制作した絵画である。油彩。メディチ家最盛期の当主ロレンツォ・イル・マニフィコの発注によって制作された作品で、イザベラ・デステのために制作された『愛欲と純潔の戦い』（Lotta tra Amore e Castità）とともにペルジーノの2点のみ現存する神話画の1つである。主題は以前はギリシア神話のアポロンとマルシュアスの音楽比べと考えられていたが、近年はシケリアの羊飼いダプニスとする説が有力となっている。現在は『愛欲と貞潔の戦い』とともにパリのルーヴル美術館に所蔵されている。またヴェネツィアのアカデミア美術館に本作品の準備素描が所蔵されている。

## 主題
ダプニスはヘルメス神とシケリアのニンフの息子である。ダプニスと名づけられた赤子はニンフたちに育てられ、美しい牧童に成長した。ダプニスは多くの牛の群れを世話して暮らしたが、牧歌を発明して、多くの詩や歌を作り、牧神であるアポロンやパンの寵愛を受けた。後にダプニスはあるニンフと愛を誓うが、シケリアのさる王女がダプニスに恋焦がれ、彼を酩酊させて関係を持った。そのためにニンフの怒りを受けて視力を失った。あるいは石と化したともいわれる。

## 作品
ペルジーノは座ってフルートを演奏する若い羊飼いのダプニスと、その彼を観察しているアポロン神を描いている。演奏しているダプニスは画面左で岩の上に座り、アポロンは画面右で右手を腰に置き、左手に杖を持ちながら、コントラポストのポーズで立っている。両者の間には1本の木の切り株があり、そこにアポロン神を象徴する竪琴が紐で掛けられている。また切り株の近くからアポロンの足元にかけて、やはりアポロン神を象徴する弓と矢筒が置かれている。2人はウンブリア地方の穏やかな田園風景を背に描かれている。遠景では静かに流れる川のほとりに城壁に囲まれた小さな町と、3つのアーチを持つ橋が見える。木々がまばらに生えた岩がちなウンブリア地方の丘は、画面の奥へと進むにしたがって穏やかに鮮明さを失い、ペルジーノの作品に典型的な空中遠近法の効果を再現している。
両者の裸体は光によって優しく形作られ、完璧にバランスの取れた構図は穏やかな調和の感覚を伝えている。ペルジーノはおそらく古代の彫像作品をもとにアポロンとダプニス双方の構図を作り上げている。アポロンのポーズはオリンピア考古学博物館に所蔵されているプラクシテレスの『幼児ディオニュソスを抱くヘルメス』のヘルメス像を、ダプニスはナポリ国立考古学博物館に所蔵されているリュシッポスの『休息するヘルメス』を思い出させる。
フルート奏者が誰を描いているのかは議論のある点であり、以前はマルシュアスと考えられていたが、マルシュアスは通常サテュロスとして描かれるため疑問が残る。これに対して、ダプニスとする説はフィレンツェの人文主義者の詩人ナルド・ナルディがロレンツォ・イル・マニフィコをダプニスと比較したことが有力な根拠となっている。しかしヴェネツィアのアカデミア美術館に所蔵されている準備素描では、ダプニスの耳は尖っているように見え、当初意図していたのはマルシュアスであったことを示唆している。
美術史家ジョヴァンニ・モレッリによって1881年に初めてペルジーノに帰属された。

## 来歴
絵画の来歴はほとんど不明である。確実にさかのぼれる最初の記録は、18世紀後半にロンドンの美術収集家ジョン・バーナード卿（Sir John Barnard, 1709年-1784年）が本作品を所有していたことである。絵画は所有者の死後にアンドレア・マンテーニャの作品として売却され、トーマス・エマーソン（Thomas Emerson）、フランシス・アイザック・デュ・ロヴレイ（Francis Isaac Du Roveray, 1772年-1849年）が所有した。デュ・ロヴレイが死去すると、その翌年にクリスティーズで売却され、美術収集家モーリス・ムーア（Morris Moore, 1811年-1885年）の手に渡った。
モーリス・ムーアは本作品をラファエロ・サンツィオによるものであると確信し、記事やパンフレットを通じて自身の見解を広め、異なる見解を持つ人々と論争することを厭わなかった。1883年、モーリス・ムーアは「ラファエル・ド・モリス・ムーア」（Raphael de Morris Moore）のタイトルでサロン・カレに展示することを条件に、200,000フランでルーヴル美術館に売却した。

## ギャラリー

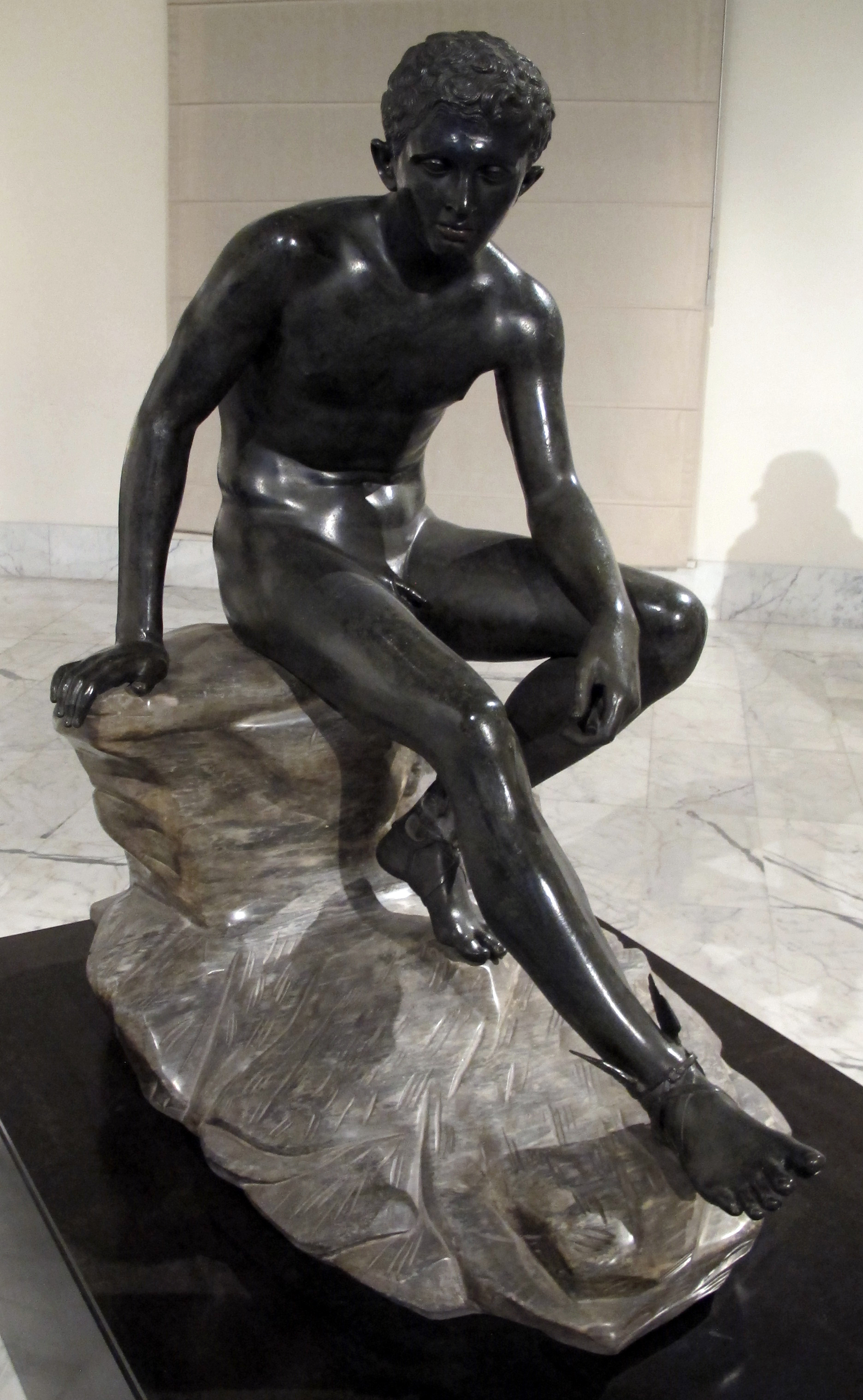
リュシッポス『休息するヘルメス（英語版）』ナポリ国立考古学博物館所蔵
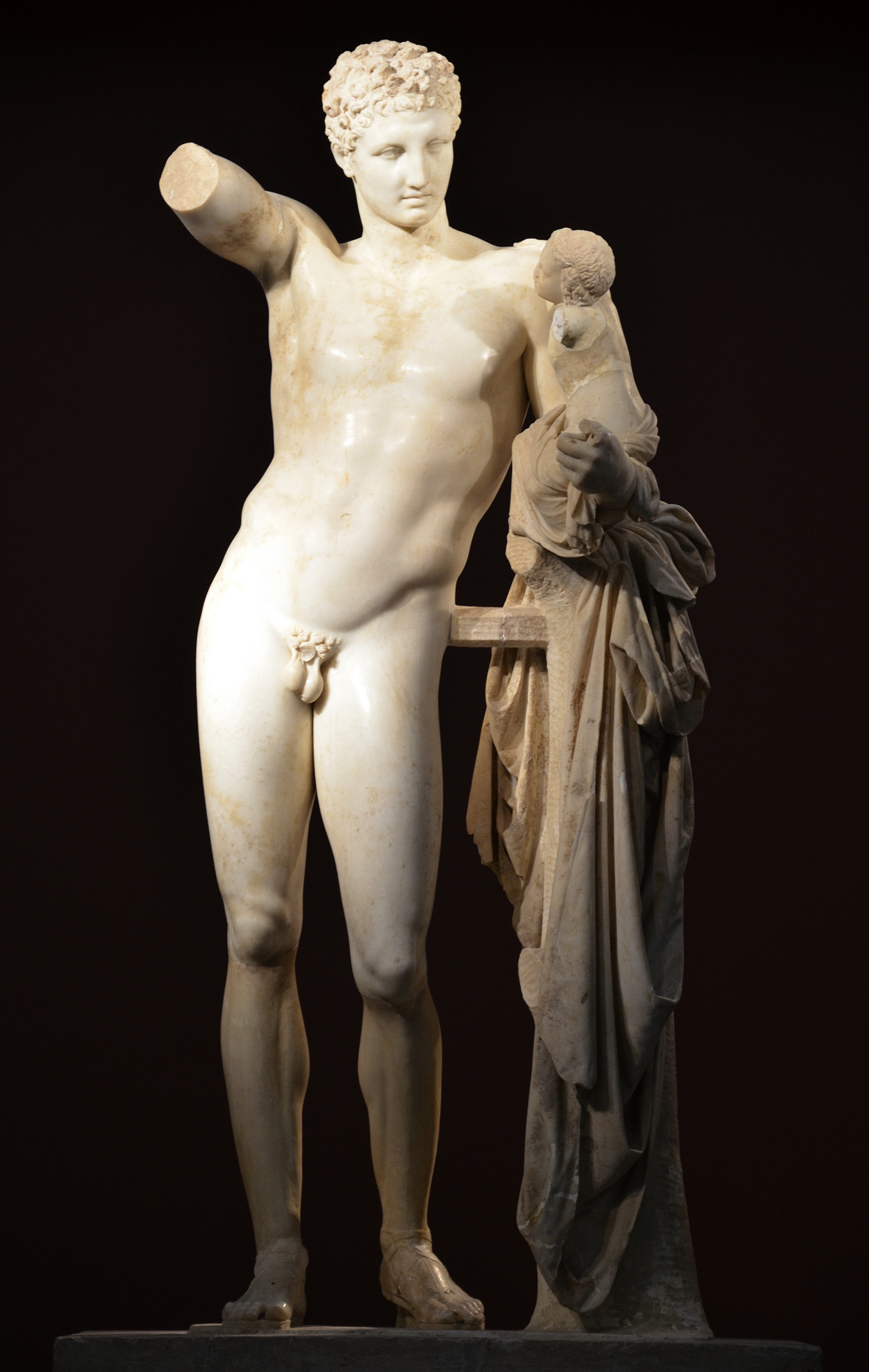
プラクシテレス『幼児ディオニュソスを抱くヘルメス（英語版）』オリンピア考古学博物館（英語版）所蔵
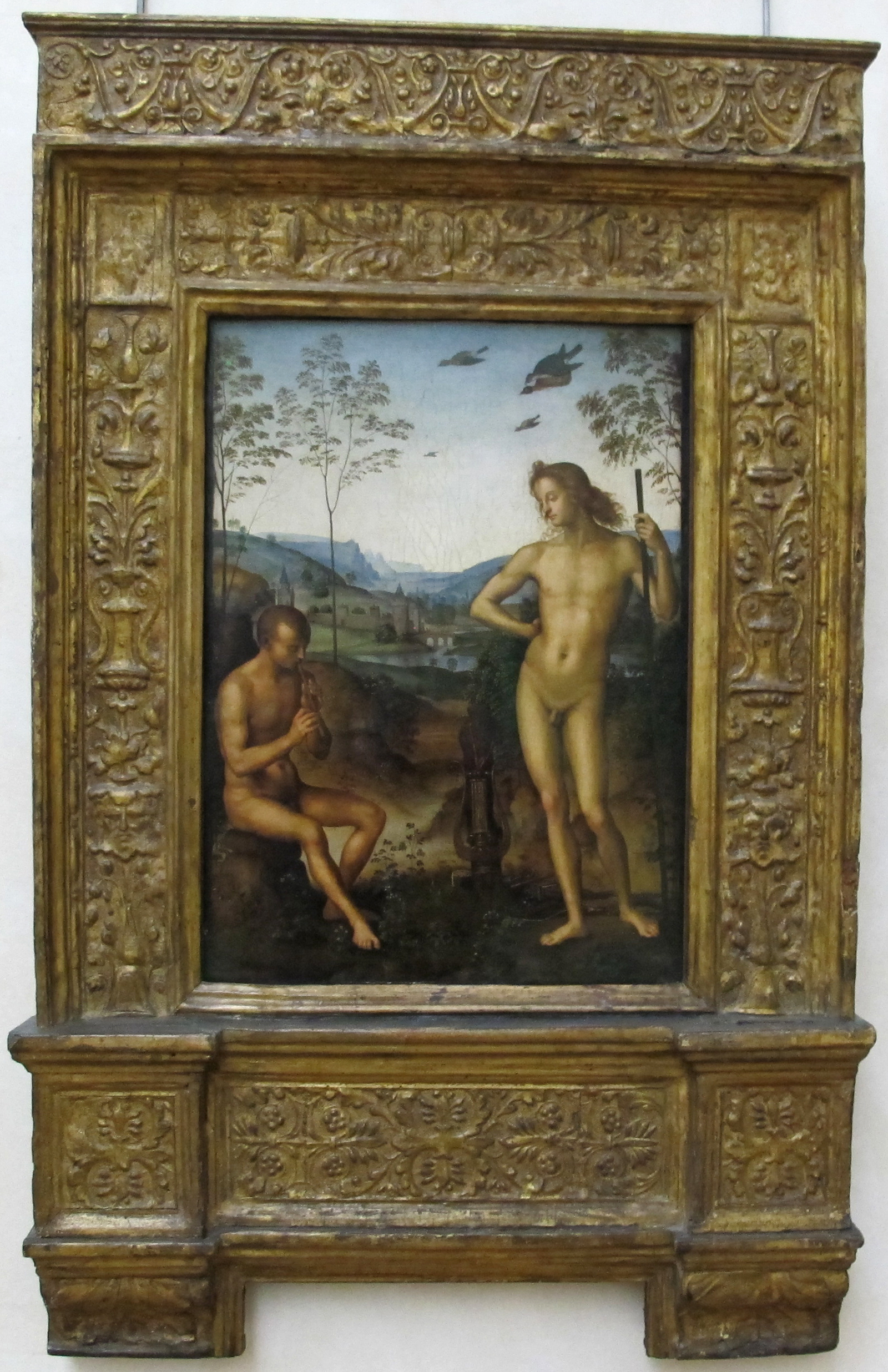
額縁